# Andreu Perelló de Segurola

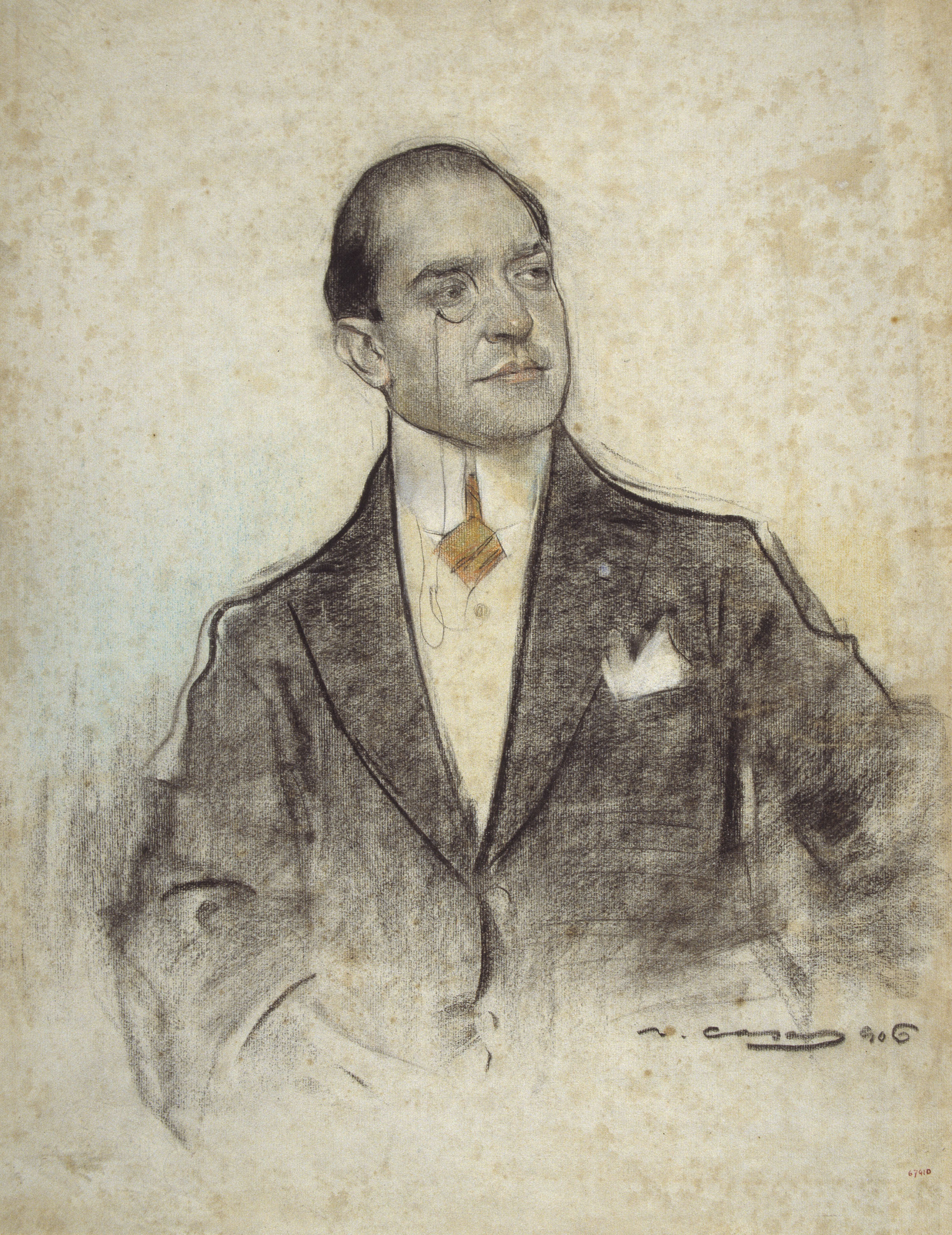
Perelló vist per Ramon Casas (MNAC).

Andreu Perelló de Segurola (València, 23 de març de 1874 - Barcelona, 23 de gener de 1953) fou un baríton valencià.
Debutà al Liceu el 8 d'abril de 1895 amb Els Hugonots, juntament amb Hariclea Darclée. Cantà dotze temporades al Metropolitan de Nova York amb el tenor italià Enrico Caruso. El 1925 va fer cinema amb Gloria Swanson i cap al 1932 va descobrir i dirigir l'artista Diana Durbin. Ramon Casas li va dedicar un retrat, avui conservat al MNAC.